# Protodrilidae
Famille
Les Protodrilidae sont une famille de vers marins polychètes de l'ordre des Canalipalpata.

## Liste des genres
Selon World Register of Marine Species (8 janvier 2019) :
- genre Astomus Jouin, 1979
- genre Claudrilus Martínez, Di Domenico, Rouse & Worsaae, 2015
- genre Lindrilus Martínez, Di Domenico, Rouse & Worsaae, 2015
- genre Megadrilus Martınez, Di Domenico, Rouse & Worsaae, 2015
- genre Meiodrilus Martínez, Di Domenico, Rouse & Worsaae, 2015
- genre Protodrilus Hatschek, 1881